# Abu Obaida
Abu Obaida (Gaza, 11 febbraio 1985) è un militante palestinese, portavoce delle Brigate Ezzedin al-Qassam, il braccio armato di Hamas nella Striscia di Gaza.

## Biografia
Secondo i media israeliani e il governo degli Stati Uniti, il vero nome di Abu Obaida sarebbe Hudayfa Samir Abdallah al-Kahlout, nato l'11 febbraio 1985 a Gaza. Abu Obaida è emerso per la prima volta nel 2002, rappresentando le Brigate Ezzedin al-Qassam ai media e alle conferenze stampa. Dopo il disimpegno israeliano dalla Striscia di Gaza nel 2005, è stato ufficialmente nominato portavoce delle Brigate. Appare sempre indossando una kefiah che gli copre il volto.
Nel 2014, i media israeliani hanno pubblicato una foto, presumibilmente di Abu Obaida. Tuttavia, la validità della foto e del nome sono stati negati da Hamas.
Nell'aprile 2024, il Dipartimento del Tesoro degli Stati Uniti ha emesso sanzioni contro Abu Obaida e ha confermato la sua identità come al-Kahlout.